# Underberg

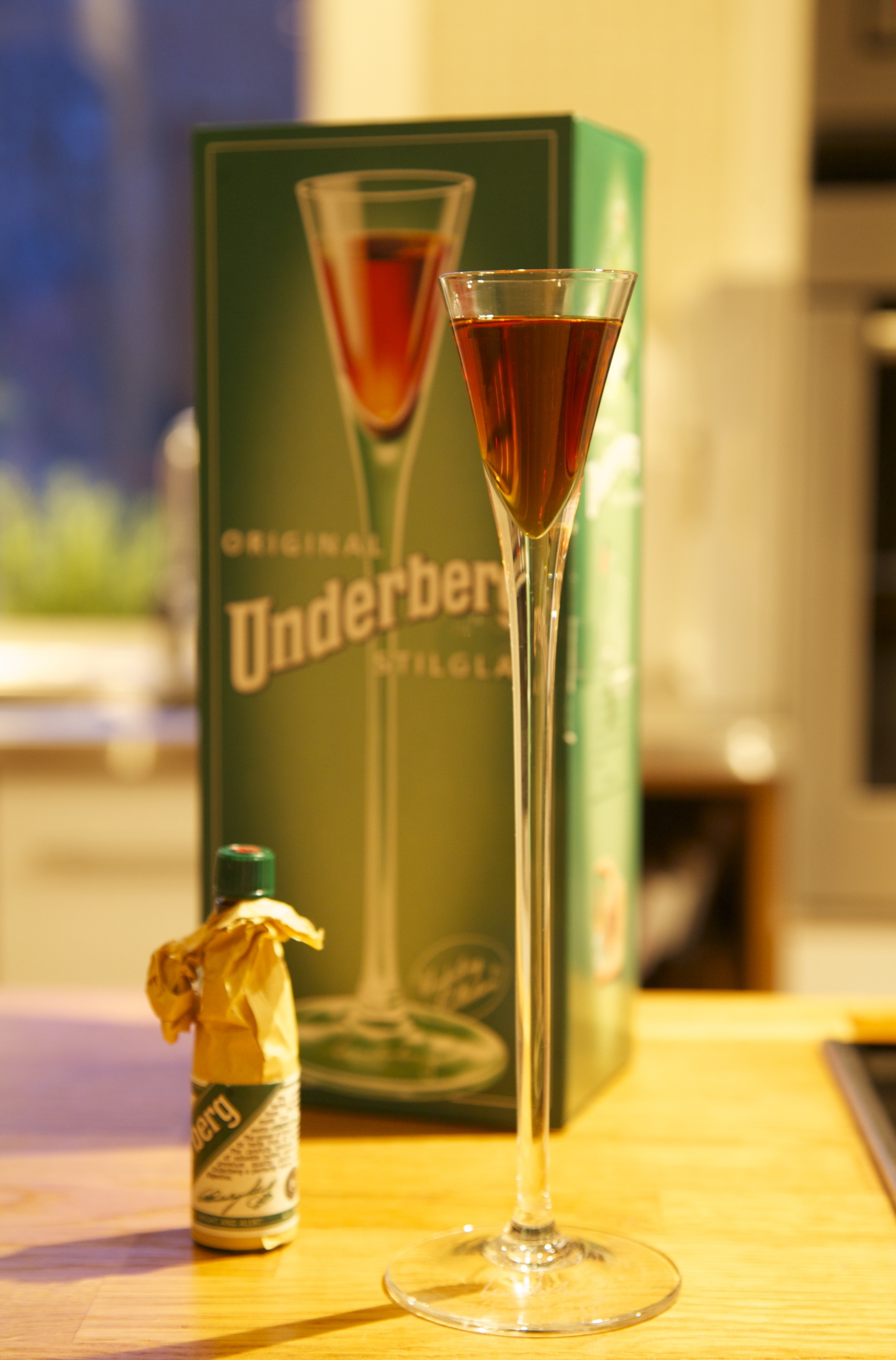
Bicchiere Underberg

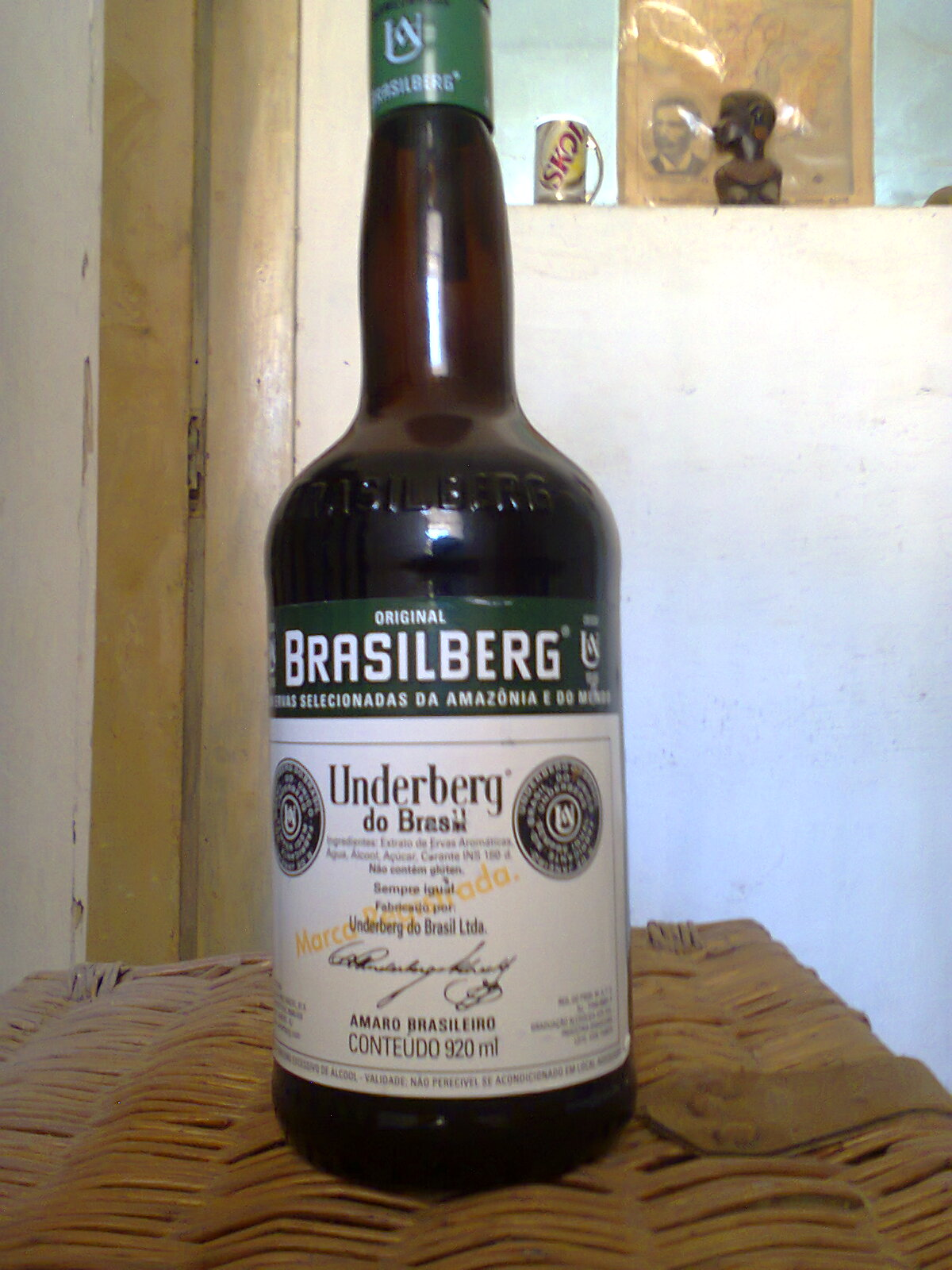
Underberg del Brasile (2013)

La società Underberg è una distilleria tedesca di bevande alcoliche con sede a Rheinberg.

## Storia
L'azienda venne fondata il 17 giugno 1846 da Hubert Underberg I e dalla moglie Katharina Albrecht il giorno delle loro nozze a Rheinberg. Dal 1869 al 1874 la sede fu a Stammhaus Underberg.
Hubert Underberg I diede la società allo zio Josef Underberg, Carl Underberg e poi a Emil Underberg. Dal 1958 al 1982 la moglie alla morte di Emil, Margarete Underberg, prese la direzione dell'azienda; poi succedette il figlio Emil Underberg.
Underberg divenne produttore di Magenbitter, amari a base di erbe, il giorno 8 luglio 1896. L'amaro fu presente nell'Austria-Ungheria e dal 1912 divenne fornitore k.u.k. Hoflieferant.

## Magenbitter
L'amaro è ufficialmente un Magenbitter con erbe di 43 paesi diversi e una gradazione di 44% di alcol (originariamente 49%).
In Brasile viene prodotto a São João da Barra il „Brasilberg“.